# 保寧 (大學士)
保寧（穆麟德轉寫：booning，18世纪?—1808年），圖伯特氏，蒙古正白旗人。清朝大臣，兩度鎮守伊犂，十多年間，西陲無事，藩部心悅誠服。

## 生平
保寧仍靖逆將軍納木扎勒之子。乾隆年間，納穆札勒於回疆戰死，追封三等公。保寧由親軍襲三等公爵，授乾清門侍衛。從征金川，擢陝西興漢鎮總兵。金川平，繪像紫光閣。歷河南南陽鎮總兵、直隸馬蘭鎮總兵，兼總管內務府大臣、江南提督。四十九年，授成都將軍。平甘肅石峯堡回叛。五十一年，授四川總督。次年，調伊犁將軍，兼內大臣。五十五年，上京途中赴四川暫署總督事。次年，回任，加太子少保，授御前大臣。六十年，召授吏部尚書，兼鑲黃旗漢軍都統，數月後，復出為伊犁將軍。嘉慶二年，協辦大學士，拜武英殿大學士，加太子太保。七年，召回京，授領侍衛內大臣，管理兵部，兼管三庫。十一年，以疾乞休，食公爵全俸。十三年，卒，諡文端，祠祀伊犂。

## 家庭
- 祖父都统、領侍衛內大臣拉錫（载《清史稿》卷283），曾任正白旗蒙古右㕘领第一佐领（载《钦定八旗通志》）。
- 父工部尚書納木扎勒。
- 胞叔領侍衛內大臣旺札爾。女圖伯特氏，嫁宗室亮慶（其父裕莊親王廣祿 (清宗室)）。
- 胞兄理藩院左侍郎保泰。
- 妻博爾濟吉特氏。
- 子鑲黃旗漢軍都統、一等義烈公慶祥；孙散秩大臣文煇，妻愛新覺羅氏（父鎮國公綿齡，祖父固山貝子永碩，祖伯父輔國將軍永忠，曾祖恭勤貝勒弘明 (貝勒)；胞兄鎮國公奕興，嫡妻輝發納喇氏（父内务府正白旗汉军、湖北按察使福珠隆阿，祖父热河总管延豐，堂兄道光二十一年（1841年）辛丑恩科进士麒慶））。
- 子勤僖公慶惠。
- 女圖伯特氏，嫁镶黄旗满洲、直隶布政使高佳氏素納（父內閣中書廣平 (高佳氏)，祖父文华殿大学士文端公高晉）。